# Eddie Niedzwiecki
Andrzej Edward Niedzwiecki (ur. 3 maja 1959 w Bangor, Walia) – były walijski piłkarz polskiego pochodzenia występujący na pozycji bramkarza.
W latach 1988–2000 był trenerem bramkarzy w Chelsea F.C. Później prowadził jednocześnie Arsenal U-21 oraz był asystentem w reprezentacji Walii. Od 2004 roku współpracuje z Markiem Hughesem. Najpierw w latach 2004–2008 asystował rodakowi w Blackburn Rovers, a później w latach 2008-2009 w Manchesterze City. Następnie był jego asystentem w Fulham (lata 2010–2011), Queens Park Rangers (rok 2012) oraz Stoke City.
W ciągu swojej kariery reprezentował barwy takich klubów jak Wrexham i Chelsea. W reprezentacji Walii rozegrał dwa spotkania.